# Rosdorf (Gotinga)
Rosdorf é um município da Alemanha localizado no distrito de Gotinga, estado de Baixa Saxônia.